# Cacops

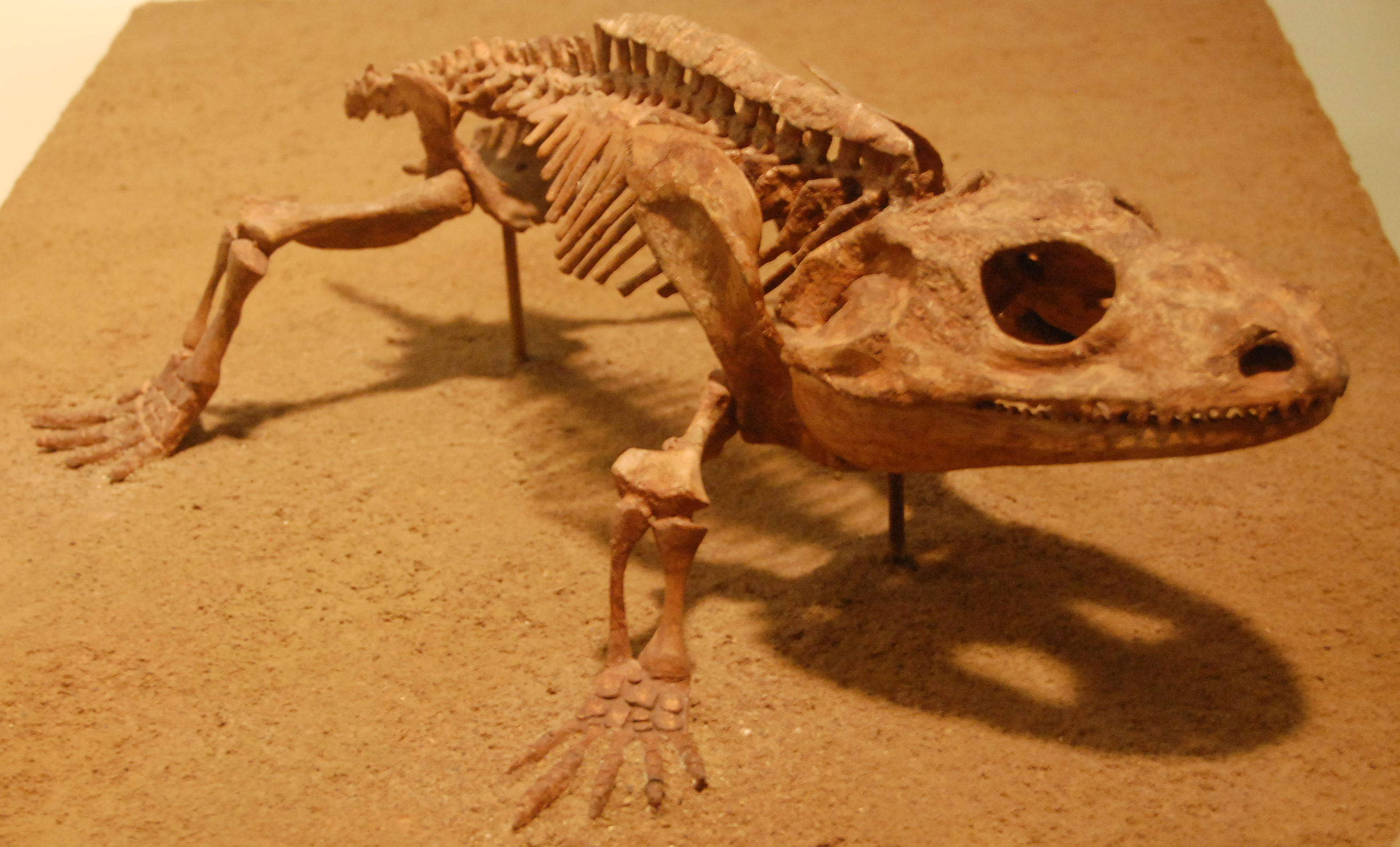
Cacops aspidephorus en el Museo Field.

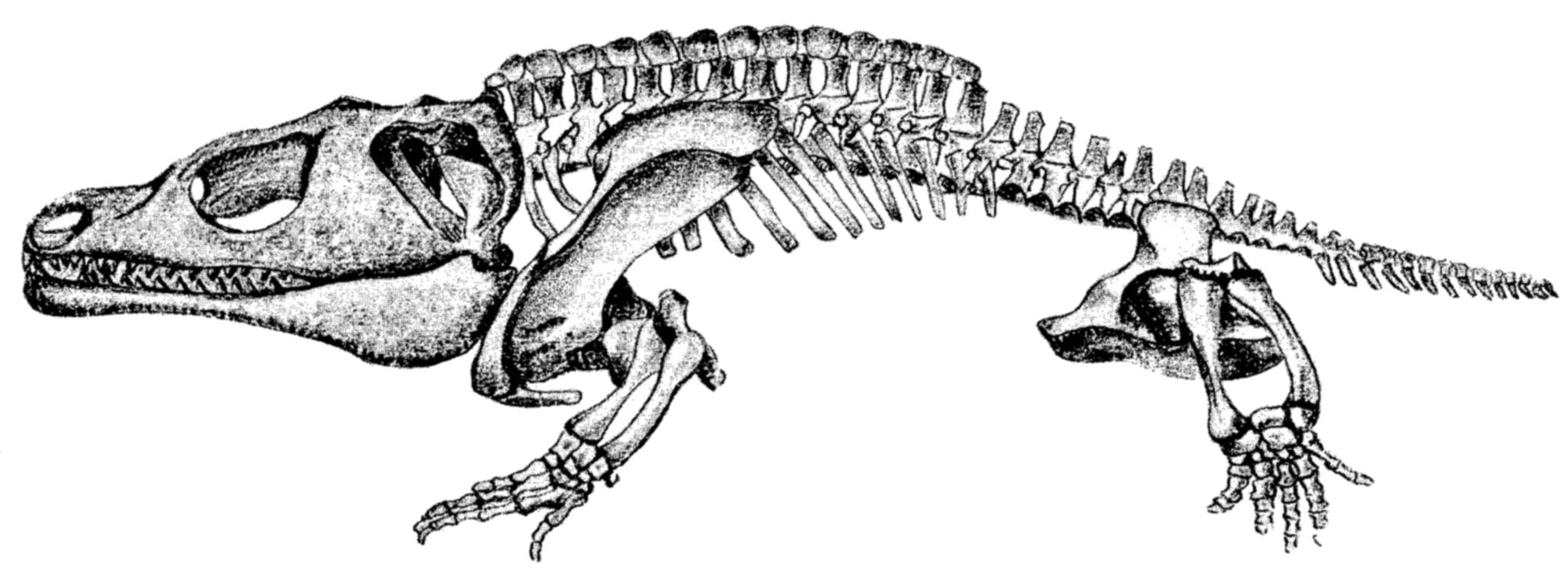
Recreación del esqueleto de Cacops por Samuel Wendell Williston, quien nombró al género en 1910.

Cacops es un género extinto de temnospóndilo que vivió a finales del período Pérmico, en lo que hoy es Norteamérica. Medía casi 40 cm de longitud, presentando un cuerpo y cola cortos, sumado a una doble fila de placas  a modo de armadura en la región dorsal, extremidades fuertes (que permiten inferir un comportamiento terrestre) y un cráneo robusto el cual estaba provisto de un enorme tímpano. Edwin Colbert sugirió que podría tratarse de un animal nocturno, como las ranas modernas.